# رودی یانسن
رودی یانسن (نائورویی: Rudy Jansen؛ زادهٔ ۲ ژانویهٔ ۱۹۷۹) بازیکن فوتبال اهل هلند است.

## باشگاهی
از باشگاه‌هایی که در آن بازی کرده است می‌توان به اوترخت اشاره کرد.